# Алчедат (приток Китата)
Алчедат — река в Кемеровской области России. Впадает в Китат в 98 км от устья по правому берегу. Длина реки — 15 км.
Протекает полностью по территории города Анжеро-Судженск. Левый приток — Мишиха.

## Данные водного реестра
По данным государственного водного реестра России относится к Верхнеобскому бассейновому округу,
 речной бассейн реки — (Верхняя) Обь до впадения Иртыша,
 речной подбассейн реки — Чулым,
 водохозяйственный участок реки — Чулым от в/п с. Зырянское до устья.
Код водного объекта — 13010400312115200020936.